# Wortmann AG
Wortmann AG  («Вортманн АГ») — немецкая компания, занимается сборкой и дистрибуцией компьютерной техники и цифровой электроники. Один из последних независимых производителей компьютеров в Европе. Компания основана Зигбертом Вортманном в 1986 году.
Компания производит жидкокристаллические мониторы (торговая марка TERRA, MAGIC), ноутбуки, планшеты, персональные компьютеры, тонкие клиенты и сервера (торговая марка TERRA).